# Vârful Baleia, Munții Retezat
Vârful Baleia este unul din vârfurile mai rar menționate în literatura de specialitate (fiind adesea considerat un vârf minor) și mai rar urcate din Munții Retezat, Carpații Meridionali.  Având o altitudine de 1957 metri, vârful se găsește la capătul unor culmi prelungi fiind relativ de ușor de cucerit dacă se pornește dinspre Cabana Baleia, situată la 1.450 de metri altitudine.  Râul Baleia, care este un afluent al Jiului de Vest, curge pe una din văile care duc spre vârful Baleia și pe care se găsește Cabana Baleia.